# Cani Lønborg
Cani Lønborg, med det borgerlige navn Caroline Johanne Augusta Westergaard, født Lønborg (28. august 1877 i København, død ukendt årstal) var en dansk fotograf.
Cani Lønborg var datter af fotografen Adolph Lønborg og søster til fotografen og maleren Harald Lønborg. Allerede i 1880'erne var hun sin fars medhjælper i dennes atelier på Østergade 16 i København, og i ca. 1892 slog hun sig ned som selvstændig fotograf i Glostrup, hvor hun har taget en del billeder af lokalsamfundet.
5. oktober 1912 blev hun gift med farmaceuten Emil Westergaard, der på det tidspunkt var blevet professor i Edinburgh, og hun opgav derfor sin fotografpraksis i Danmark og flyttede til Skotland. Hendes mand døde i 1920.